# Вельш, Адам Андреевич
Адам Андре́евич Вельш (1893, с. Зельман, Самарская губерния — 1937, Саратов) — деятель ВКП(б), 1-й секретарь Областного комитета ВКП(б) АССР Немцев Поволжья. Председатель ЦИК и СНК АССР Немцев Поволжья. Входил в состав особой тройки НКВД СССР.

## Биография
Адам Андреевич Вельш родился 1893 году в бедняцкой семье села Зельман (позднее Ровное) Самарской губернии. С восьмилетнего возраста работал в батраках. Позже, с 1910 года — грузчик на хлебной пристани. В 1914-18 годах участвует в Первой мировой войне. В 1918 году становится членом РКП(б). Далее возвращается в родное село, где избирается председателем Зельманского совета и становится членом Зельманской уездной ЧК.
Во время Гражданской войны в 1919-20 годах служит военком уездного немецкого полка, работает председателем Зельманского ревкома. Далее:
- 1921-22 годы — председатель Зельманского горсовета.
- 1922-23 годы — обучение в Покровской Школе советского и партийного строительства.
- 1923—1926 годы — заместитель председателя Исполкома Кукусского кантонного совета. Обучение на курсах уездных партийных работников при ЦК ВКП(б) в Москве.
- 1926—1928 годы — ответственный секретарь Мариентальского кантонного комитета ВКП(б), ответственный секретарь Бальцерского кантонного комитета ВКП(б).
- 1928—1930 годы — заведующий Отделом по работе в деревне Обкома ВКП(б) АССР Немцев Поволжья, одновременно нарком земледелия АССР Немцев Поволжья. Один из главных проводников коллективизации и массовых репрессий в отношении крестьян, которые привели к значительным жертвам[1].
- 1930—1932 годы — слушатель Курсов марксизма-ленинизма при ЦК ВКП(б).
- 1935—1936 годы — председатель ЦИК АССР Немцев Поволжья, председатель СНК АССР Немцев Поволжья.
- 1936—1937 годы — 1-й секретарь Обкома ВКП(б) АССР Немцев Поволжья. Член комиссии по подготовке проекта новой Конституции АССР Немцев Поволжья 1936 года. Участник Чрезвычайного VIII Всесоюзного съезда Советов (ноябрь-декабрь 1936), утвердившего Конституцию СССР. Придерживался взглядов о выходе парторганизации АССР НП из состава Саратовской областной партийной организации. Развернул в АССР НП кампанию массовых арестов и расстрелов, действуя зачастую по личной инициативе[1]. Кроме того, этот период отмечен вхождением в состав особой тройки, созданной по приказу НКВД СССР от 30.07.1937 № 00447[2] и активным участием в сталинских репрессиях[3].

## Завершающий этап
1 февраля 1937 года Адам Вельш отстраняется от должности первого секретаря обкома партии. 21 марта 1937 вновь избирается председателем ЦИК АССР НП. Продолжает оставаться членом ВЦИК.
21 августа 1937 года арестован по делу «о подпольной националистической фашистской организации» в АССР НП.
Приговорён 22 декабря 1937 года к высшей мере наказания по Сталинским расстрельным спискам. Расстрелян в Саратове.